# Trabea varia
Trabea varia là một loài nhện trong họ Lycosidae.
Loài này thuộc chi Trabea. Trabea varia được William Frederick Purcell miêu tả năm 1903.